# Cyanurtriazid
Cyanurtriazid ist eine thermisch instabile Kohlenstoff-Stickstoff-Verbindung mit einem Stickstoffgehalt von 82,35 %. Nach seinem heterocyclischen Grundkörper gehört es zur Gruppe der 1,3,5-Triazine, ebenso zu den organischen Aziden.

## Geschichte
Eine erste, vermeintliche Darstellung wurde schon 1907 von Finger beschrieben. Diese Herstellung konnte allerdings nicht bestätigt werden. Als erste sichere Herstellung gilt die 1921 von Ott beschriebene Darstellung aus Cyanurchlorid und Natriumazid, die auch in einige Patenten geschützt wurde.

## Darstellung und Gewinnung
Die heute noch gebräuchliche Synthese von Cyanurtriazid ist die Umsetzung von Cyanurchlorid in einer wässrigen Natriumazid-Lösung.
Eine weitere vorgeschlagene Synthesevariante durch Umsetzung von Cyanurtrihydrazid mit Natriumnitrit in salzsaurer Lösung ist weniger erfolgreich.

## Eigenschaften
Cyanurtriazid bildet farblose, nadelförmige Kristalle, die bei 94 °C mit einer Schmelzenthalpie von 22,2 kJ·mol−1 schmelzen. Die Sublimationsdruckfunktion ergibt sich nach August entsprechend ln(P) = −A/T+B (P in Pa, T in K) mit A = 10018,76 und B = 14,0. Die Sublimationsenthalpie beträgt 83,3 kJ·mol−1. Erste Kristallstrukturanalysen gingen von einer hexagonalen Symmetrie aus. Nach neueren Erkenntnissen kristallisiert die Verbindung im trigonalen Kristallsysten mit Raumgruppe P3 (Raumgruppen-Nr. 147) und zwei Molekülen in der Einheitszelle.
Beim Erhitzen neigt die Verbindung ab 170–180 °C zu einer explosionsartigen Zersetzung.  Die Verbindung ist schlag- und stoßempfindlich.
Wichtige Explosionskennzahlen sind:
| Sauerstoffbilanz           | −47 %[1]        |
| Stickstoffgehalt           | 82,36 %[1]      |
| Bleiblockausbauchung       | 41,5 cm3·g−1[1] |
| Detonationsgeschwindigkeit | 5500 m·s−1[1]   |
| Verpuffungspunkt           | 200–205 °C[1]   |

## Verwendung
Die Verbindung kann als wirksamer Initialsprengstoff dienen.

## Sicherheit
Die Verbindung ist in der Liste der explosionsgefährlichen Stoffe gemäß §2 Abs. 6 Satz 2 des Sprengstoffgesetzes (Altstoffliste) aufgeführt.